# Octopus (djur)
Octopus är ett släkte av åttaarmade bläckfiskar och som ingår i familjen Octopodidae.

## Arter inom släktet, i alfabetisk ordning[1]
- Octopus abaculus
- Octopus aculeatus
- Octopus adamsi
- Octopus aegina
- Octopus alatus
- Octopus alecto
- Octopus alpheus
- Octopus araneoides
- Octopus arborescens
- Octopus areolatus
- Octopus aspilosomatis
- Octopus australis
- Octopus balboai
- Octopus berrima
- Octopus bimaculatus
- Octopus bimaculoides
- Octopus bocki
- Octopus briareus
- Octopus brocki
- Octopus bunurong
- Octopus burryi
- Octopus californicus
- Octopus campbelli
- Octopus carolinensis
- Octopus chierchiae
- Octopus conispadiceus
- Octopus cordiformis
- Octopus cyanea
- Octopus defilippi
- Octopus dierythraeus
- Octopus digueti
- Octopus exannulatus
- Octopus fangsiao
- Octopus favonius
- Octopus filamentosus
- Octopus filosus
- Octopus fitchi
- Octopus fujitai
- Octopus gardineri
- Octopus globosus
- Octopus graptus
- Octopus guangdongenis
- Octopus hardwickei
- Octopus hattai
- Octopus hongkongensis
- Octopus horridus
- Octopus hubbsorum
- Octopus joubini
- Octopus kagoshimensis
- Octopus kaurna
- Octopus kermadecensis
- Octopus lechenaultii
- Octopus lobensis
- Octopus longispadiceus
- Octopus luteus
- Octopus macropus
- Octopus magnificus
- Octopus maorum
- Octopus marginatus
- Octopus maya
- Octopus membranaceus
- Octopus mercatoris
- Octopus microphthalmus
- Octopus micropyrsus
- Octopus mimus
- Octopus minor
- Octopus mototi
- Octopus mutilans
- Octopus nanhaiensis
- Octopus nanus
- Octopus niveus
- Octopus nocturnus
- Octopus occidentalis
- Octopus ochotensis
- Octopus oculifer
- Octopus oliveri
- Octopus ornatus
- Octopus oshimai
- Octopus ovulum
- Octopus pallidus
- Octopus parvus
- Octopus penicillifer
- Octopus pentherinus
- Octopus polyzenia
- Octopus prashadi
- Octopus pricei
- Octopus pumilus
- Octopus rapanui
- Octopus robsoni
- Octopus roosevelti
- Octopus rubescens
- Octopus salutii
- Octopus sanctaehelenae
- Octopus sasakii
- Octopus selene
- Octopus spinosus
- Octopus striolatus
- Octopus superciliosus
- Octopus taprobanensis
- Octopus tehuelchus
- Octopus tenebricus
- Octopus tetricus
- Octopus tonganus
- Octopus tsugarensis
- Octopus validus
- Octopus warringa
- Octopus varunae
- Octopus veligero
- Octopus verrucosus
- Octopus winckworthi
- Octopus vitiensis
- Octopus wolfi
- Octopus vulgaris
- Octopus yendoi
- Octopus zonatus